# Puchar Polski kobiet w piłce nożnej 2005/06, grupa mazowiecka
Puchar Polski kobiet w piłce nożnej w sezonie 2005/06, grupa: mazowiecka
I runda – 15 września 2005 Sierpiec
Fala Szczutowo – UKS Piaseczno 0:6
Finał – 12 października 2005
UKS Piaseczno – PKS Praga 1:0